# Koulsy Lamko
Koulsy Lamko (ur. 1959 w Dadouar) – czadyjski dramaturg, poeta, autor opowiadań, narracji i scenariuszy, wykładowca i muzyk. Zdobył nagrody za swoją twórczość, a jego sztuki zostały wystawione w Afryce, Europie oraz w Kanadzie. Po opuszczeniu Czadu przebywał w Burkina Faso, Francji, Holandii, w Wybrzeżu Kości Słoniowej, Togo, Rwandzie i Kanadzie. Obecnie mieszka w mieście Meksyk, gdzie angażuje się w działania kulturalne i polityczne na rzecz ludności afrykańskiej.

## Życiorys
Urodził się w miejscowości Dadouar, w regionie Guéra. W 1983 opuścił Czad z powodu wojny domowej. Udał się do Burkina Faso, gdzie poznał Thomasa Sankarę, premiera, a potem prezydenta. Zaangażował się w działania Institute for Black Peoples (Instytutu Czarnych Ludów) w Wagadugu. Spędził tam dziesięć lat, wspierając działania Teatru Społecznego (Theater of the Community), był jednym z założycieli Międzynarodowego Festiwalu Teatru Rozwoju (International Festival of Theatre for Development), który odbywa się cyklicznie od 1991. Założył też agencję animacji kultury Kaleido Culture Project, w ramach której zrealizował wiele projektów i prowadził warsztaty z pisania scenariuszy sztuk teatralnych.
W 1994 jego wiersze zostały opublikowane w „Revue Noire”, francuskim czasopiśmie poświęconym promocji kultury i sztuki afrykańskiej. W 1997 wydał wspólnie album Bir Ki Mbo, Hommage à Thomas Sankara będący mieszanką poezji i muzyki w hołdzie dla Thomasa Sankary.
W 1998 został zaproszony do udziału w projekcie literackim związanym z upamiętnieniem ludobójstwa w Rwandzie i będącym wyrazem moralnej solidarności wobec ludu rwandyjskiego – „Rwanda: Pisanie przez obowiązek pamięci” (Rwanda: écrire par devoir de mémoire). Razem z dziesięcioma innymi pisarzami wyjechał do Rwandy i zaangażował się w działalność społeczno-kulturalną. Autorzy przeprowadzili wywiady z ocalonymi, spotkali się ze sprawcami i odwiedzili wiele miejsc pamięci. Większość z tych miejsc to kościoły, do których Tutsi uciekali, licząc na ochronę. Cztery lata po ludobójstwie Lamko odwiedził kościół Nyamata, gdzie 14 kwietnia 1994 zabójcy zamordowali trzy tysiące Tutsi. Kiedy Lamko tam przybył, zwłoki zmarłych wciąż były wystawione na pokaz. Było to konsekwencją kontrowersyjnej decyzji rządu Rwandy, który twierdził, że ofiary milczą o zbrodniach popełnionych przeciwko nim. Wstrząśnięty zastanymi realiami, postanowił zostać dłużej i w latach 1998–2002 był dyrektorem Uniwersyteckiego Centrum Sztuki i Dramatu w Butare w Rwandzie, wykładał też literaturę i sztuki dramatyczne na Narodowym Uniwersytecie w Rwandzie. W tym samym czasie ukończył doktorat, pisząc pracę: „Nowa estetyczna teatrologia we francuskojęzycznej czarnej Afryce”.
Swoją pierwszą powieść, zainspirowaną ludobójstwem w Rwandzie, pt. La phalène des collines, wydał w 2000.
W 2002 wystąpił w filmie Nasz ojciec w reżyserii pochodzącego z Czadu Mahamata Saleha Harouna.
Od 2003 mieszka w stolicy Meksyku, gdzie pracuje jako coordinador de Difusión Cultural na Universidad Nacional Autónoma de México. Wykłada dramaturgię i historię teatralną. Jest założycielem Casa Hankili So Africa – centrum sztuki dla afrykańskich pisarzy, artystów i twórców, które funkcjonuje jako przestrzeń wymiany kulturalnej Meksyku z kontynentem afrykańskim.
Koulsy Lamko był jednym z zaproszonych gości w 2005, podczas Międzynarodowego Festiwalu Poezji w Medellin w Kolumbii, najstarszego festiwalu Ameryki Łacińskiej.

## Twórczość pisarska

### Sztuki teatralne
- 1988: Le camp tend la sébile
- 1993: Ndo kela ou l'initiation avortée
- 1995: Tout bas … si bas
- 1996: Comme des flèches
- 1997: Le mot dans la rosée
- 1997: La tête sous l’aisselle

### Opowiadania
- 1990: Regards dans une larme
- 1995: Les repos des masques
- 1995: Sou, sou, sou, gré, gré, gré
- 1997: Aurore

### Powieści
- 2000: La phalène des collines
- 2011: Les Racines du yucca

### Tomiki poezji
- 1993: Exils, Solignac

## Twórczość muzyczna
- 1997: Bir Ki Mbo, Hommage à Thomas Sankara (CD)